# Двояк

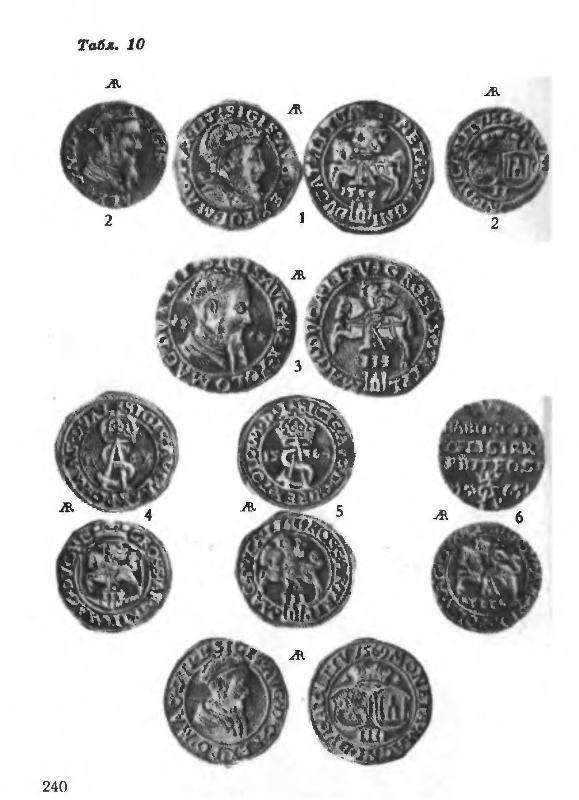
Двояки 16 ст.

Двояк (пол. dwojak, нім. Zweier, Zweigroschenstuck) — польська назва монети в 2 гроші. Карбування двояка масою 1,80 г почалося за короля Сигізмунда II Августа (1548–1572). Особливо значну кількість двояків карбувалось за панування короля Речі Посполитої Яна ІІ Казимира (1648–1668) в 1650–1654 роках. У Польській Республіці карбувався в 1923–1939 роках з бронзи, в ПНР у 1949 році — з алюмінію.